# Destreza
La destreza (del latín: dextra), pericia, maña o soltura es la capacidad de una persona para realizar de manera satisfactoria una tarea o un trabajo. En el ámbito académico, el concepto de destreza cada vez se centra más en las habilidades motrices.

## Etimología
El origen de la palabra está en el latín dextra, que significa «derecha». La mano derecha (o diestra) se asociaba con valores positivos, divinos; mientras que la izquierda (o siniestra) lo hacía con los negativos, o demoníacos. De allí que una persona diestra fuera aquella que hiciera las cosas bien y que «hacer las cosas bien» se conociera como destreza.

## Conceptos relacionados

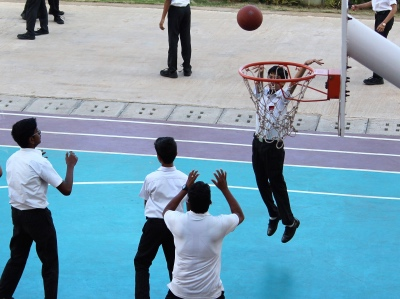
Si un niño ejecuta un movimiento deportivo tal y como las normas dicen que debe hacerlo, se dice ya adquirió la «habilidad»; pero si no consigue su objetivo (encestar en el aro), aun no tiene la «destreza».

En el ámbito vulgar, aptitud, destreza, habilidad y competencia se utilizan indistintamente, puesto que son conceptos relacionados, mas no iguales. Todos ellos hacen referencia a la capacidad de una persona de realizar una tarea, pero tienen diferentes significados específicos.
«Aptitud» son las condiciones que hacen a una persona especialmente idónea para llevar a cabo una tarea. Habilidad y destreza son los dos conceptos que más fácilmente se confunden. «Habilidad» es la capacidad de ejecutar una acción o tarea de forma correcta mientras que se habla de «destreza» si se consigue realizarla con éxito. En cambio, «competencia» es cuando se desarrolla una habilidad para resolver una actividad compleja.
El conjunto de todas las habilidades, destrezas y competencias conforman la inteligencia humana.

## Habilidad y destreza motriz
Dentro del ámbito de la educación física, la habilidad y la destreza motora se suelen estudiar en conjunto, a veces confundiendo los conceptos. Por lo que, en la literatura especializada, se habla de «habilidad y destreza motriz» como un todo, aun cuando ambos conceptos estuvieran diferenciados.

## Escuelas de destreza
En la ingeniería de producción el término se refiere a espacios utilizados para la selección y entrenamiento en operaciones del personal de una organización que ayudan a desarrollar habilidades específicas en lapsos cortos.
Particularmente dentro de la metodología Monozukuri se implantan como apoyo al modelo de formación de operarios que hace parte de su primer nivel de madurez. Es la base del entrenamiento en puestos de trabajo y se ejecuta antes que el trabajador ingrese al entorno productivo, buscando que los entrenamientos no afecten los productos y/o servicios que van a ser entregados a un cliente.